# Fryšava pod Žákovou horou

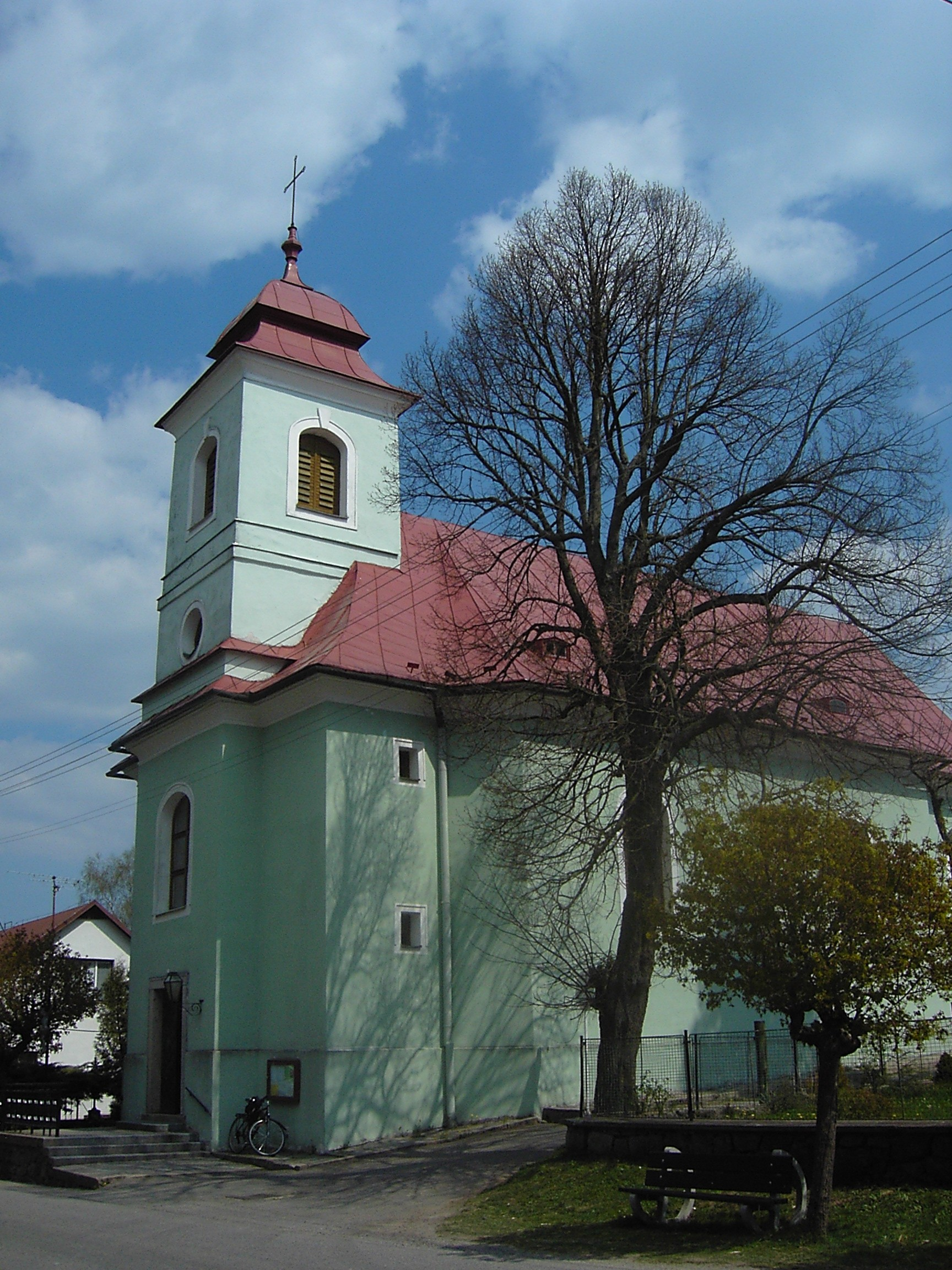
Kirche St. Matthäus

Fryšava pod Žákovou horou, bis 1991 Fryšava (deutsch Frischau) ist eine Gemeinde in Tschechien. Sie liegt acht Kilometer nördlich von Nové Město na Moravě und gehört zum Okres Žďár nad Sázavou.

## Geographie
Fryšava pod Žákovou horou erstreckt sich in den Saarer Bergen am Oberlauf der Fryšávka. Nördlich erheben sich der Křivý javor (Frischauer Berg, 824 m), Devět skal (Neun Felsen, 836 m) und Lisovská skála (Lisower Fels, 802 m), im Südosten die Pasecká skála (819 m) und westlich die Brožova skalka (786 m) und Hudecká skalka (779 m). Südlich befindet sich der Teich Medlovský rybník (Medlauer Teich).
Nachbarorte sind Fryšavské Hájenky und Blatky im Norden, Samotín im Nordosten, Kadov und Kadůvek im Osten, Medlov, Rokytno, Vlachovice und Tři Studně im Süden, Světnov im Westen sowie Cikháj im Nordwesten.

## Geschichte
Die Kolonisation des oberen Tales der Fryšávka erfolgte im 14. Jahrhundert durch die Herren von Medlov. 1348 wurde das nach seinen Gründern benannte Dorf Medlov erstmals erwähnt. Der südöstlich des heutigen Fryšava gelegene Ort erlosch bereits vor 1384 wieder. Nordwestlich befand sich über dem Quellgrund der Fryšávka das seit 1366 nachweisliche Dorf Vlčkovice. Dieses Dorf wurde im 15. Jahrhundert aufgegeben und 1486 als wüstes Dorf am Bříšť bezeichnet. Seit der Teilung der Herrschaft Pernstein im Jahre 1500 gehörte das Gebiet zum Neustadtl-Ingrowitzer Anteil. Das dabei erwähnte Dorf Medlánky wird in der Heimatliteratur mit Fryšava gleichgesetzt, jedoch gibt es für dieses Annahme keine gesicherten Belege.
Zwischen den wüsten Dörfern Medlov und Vlčkovice entstand im 16. Jahrhundert eine Glashütte, die zusammen mit der Hütte in Vříšť zu den ältesten der Herrschaft gehört. Erstmals schriftlich nachweisbar ist Frischawa im Jahre 1560 im Neustädtler Traubuch, als der Glasmeister Mattes von Frischawa seine Tochter Apollena verheiratete.
An der Stelle von Medlov entstand der Medlauer Teich, er ist seit der Taxation der Herrschaft Neustadtl im Jahre 1587 nachweislich, entstand aber wahrscheinlich schon zu Zeiten von Wilhelm II. von Pernstein. Zu Frischau gehörte zu dieser Zeit auch sechs Bauernwirtschaften auf dem Platz Na Kadowie.
In der Mitte des 17. Jahrhunderts begann in der Glashütte die Produktion von venezianischem Glas. 1651 ließ Franz Maximilian Kratzer von Schönsberg in Kadov einen Hochofen anlegen und bei Frischau wurde der Eisenerzbergbau aufgenommen. Die Glasherstellung endete im 18. Jahrhundert. 1711 wurde die Frischauer Glashütte durch einen Blitzeinschlag stark beschädigt. 1718 wurde sie durch ein Feuer vollständig ruiniert. Danach wurde sie wiederhergestellt, nach 1729 ist sie endgültig erloschen.
Das älteste Ortssiegel stammt von 1749. Im Jahre 1802 bestand in Frischau die Eisenzeche Martin und 1839 ist die Zeche Matthias überliefert. Nach 1850 wurde der Magnetitabbau eingestellt.
Nach der Aufhebung der Patrimonialherrschaften bildete Fryšava/Frischau ab 1850 mit dem Ortsteil Tři Studně/Dreibrunn eine Gemeinde im politischen Bezirk Neustadtl. Tři Studně löste sich 1884 los und bildete eine eigene Gemeinde. Der Frischauer Förster Rudolf Gabessam erwarb 1891 in Norwegen Skier und führte den Skilauf in der Gegend von Neustadtl ein. 1934 gründete Leoš Stehlík am Medlovský rybník das Sport- und Erholungszentrum Medlov. Während der deutschen Besatzung agierte ab 1944 in den Bergen die Partisanengruppe Záře. Am 9. Mai 1945 kam es in Fryšava zu einem Gefecht zwischen den Partisanen und der Wehrmacht, bei dem zwölf Partisanen und fünf Einwohner starben. 1949 wurde die Gemeinde dem Okres Žďár nad Sázavou zugeordnet. Zwischen 1964 und 1991 war Tři Studně nach Fryšava eingemeindet. Seit 1992 trägt die Gemeinde den Namen Fryšava pod Žákovou horou. Das Dorf gehört zu den bedeutendsten Erholungsorten der Vysočina.

## Gemeindegliederung
Für die Gemeinde Fryšava pod Žákovou horou sind keine Ortsteile ausgewiesen. Zu Fryšava pod Žákovou horou gehören die Ansiedlung Medlov (Medlau) und die Einschichten Fryšavské Hájenky und Blatky (Blatka).

## Sehenswürdigkeiten
- Kirche St. Matthäus, erbaut 1788
- Denkmal für die Opfer des Gefechts vom 9. Mai 1945, auf dem Friedhof
- Gedenkstein für die Partisanen, am Berg Křivý javor
- Naturdenkmal Pasecká skála
- Naturdenkmal Lisovská skála
- Erholungsgebiet um den 29 ha großen Teich Medlovský rybník

## Persönlichkeiten

### In Fryšava lebten und wirkten
- Rudolf Gabessam (1852–1912), der Förster war einer der Pioniere des Skilanglauf in der Gegend von Nové Město na Moravě
- Václav Jícha (1874–1950), der Maler lebte ab 1929 in Fryšava
- Otakar Šín (1881–1943), der Komponist wuchs in Fryšava auf
- Otokar Březina (1868–1929), der Dichter lebte zeitweilig in Fryšava

### Söhne und Töchter der Gemeinde
- František Žák (1869–1923), Musiker
- Josef Pavlovský (1902–1989), Organist und Kapellmeister
- František Košík (1913–1986), Bildschnitzer und Tischler
- Pavel Čotek (1922–2005), Lehrer, Kritiker und Komponist